# Yangyang-eup
Yangyang-eup (koreanska: 양양읍) är en köping i provinsen Gangwon i den norra delen av Sydkorea, 140 km nordost om huvudstaden Seoul. Det är centralorten i kommunen Yangyang-gun.